# 安德烈娅·安德森
安德烈娅·安德森（英語：Andrea Anderson，1977年9月17日—），美国女子田径运动员，主攻短跑。她曾代表美国参加2000年夏季奥林匹克运动会田径比赛，获得女子4×400米接力金牌。